# Jungmaierhütte
Jungmaierhütte ist ein Ortsteil der Gemeinde Lindberg im niederbayerischen Landkreis Regen.

## Lage
Der Weiler liegt im Bayerischen Wald an der Straße von Buchenau nach Spiegelhütte. Die Schreibweise Jungmeierhütte ist seltener, findet sich aber sogar auf dem Ortsschild.

## Geschichte
Von etwa 1580 bis 1640 war hier eine Glashütte in Betrieb, die Sebastian Jungmayr vor 1582 erbaute. Sie wurde am 20. November 1640 mit dem gesamten 1604 von Adam Jungmaier erworbenen Glashüttengut Unterzwieselau von Brigitte Jungmaier, der Witwe von Adam Jungmaier verkauft. Käufer war ihr Schwiegersohn Johann Preißler, der Besitzer des Glashüttengutes Oberzwieselau. Preißler erwarb außer der Glashütte auch die dazugehörigen Waldungen und das Hüttenrecht samt Erbgerechtigkeit. Das Baugut (Landwirtschaft) hingegen kaufte der Bauer Geiger aus Lindberg.
1766 standen in Jungmaierhütte zwei Inhäuser und drei Stadel. Bewohnt wurden die Häuser von drei Aschenbrennern mit ihren Familien. Die Ortschaft gehörte nach der Gemeindebildung 1818 zunächst zur Gemeinde Frauenau. Zusammen mit der Hilzenhütte (dem heutigen Buchenau) kam die Jungmaierhütte aufgrund eines Gemeindeänderungsantrages durch Ministerialentschließung am 30. Juni 1828 zur Gemeinde Lindberg.
1839 sind drei Inhäuser verzeichnet. 1844 zählte der Ort 19 Einwohner. Erst 1863 kaufte Benedikt II. von Poschinger für das Gut Oberzwieselau um 42 000 Gulden die mehr als 343 Tagwerk Wiesen, Felder und Weiden von Georg Geiger.
In Jungmaierhütte wurde 1784 Jakob Weber geboren. Seine Tochter Theres war die Mutter des Frauenauer Glasfabrikanten Isidor Gistl.
Von Jungmaierhütte aus bietet sich ein schöner Blick zum Großen Falkenstein.